# Penelope argyrotis
O jacu-de-rabo-barrado (Penelope argyrotis) é um cracídeo encontrado na Venezuela e na Colômbia.